# مكات باحاج (حورة)
'

تعديل مصدري - تعديل

مكات باحاج هي إحدى قرى عزلة حوره بمديرية حورة التابعة لمحافظة حضرموت، بلغ تعداد سكانها 37 نسمة حسب تعداد اليمن لعام 2004.